# 超・殺人事件
『超・殺人事件 推理作家の苦悩』（ちょう・さつじんじけん すいりさっかのくのう）は、東野圭吾の短編小説集。8編の短編が収録されている。2001年6月に新潮社から刊行され、2004年5月に新潮文庫版刊行された。なお、「超税金対策殺人事件」は「世にも奇妙な物語」で映像化された。

## あらすじ
超税金対策殺人事件
推理小説家として成功し始めた主人公だったが、税金のことを忘れて散財してしまう。そこで会計事務所の所長である友人の浜崎五郎や妻と共に、購入した品物を何とか経費として処理しようと試みる。
超理系殺人事件
理科教師の主人公は、『超理系殺人事件』という本を読み始める。その本の内容は、専門用語やその解説にあふれていた。何とか読み進める主人公だが、内容は更にエスカレートしていく。
超犯人当て小説殺人事件（問題篇・解決篇）
それぞれ別の会社に勤める四人の編集者は、四人とも担当している小説家の家に呼び出される。小説家は四人に犯人当て小説を渡し、犯人を最初に当てた編集者に自身の長篇新作を渡すと言う。
超高齢化社会殺人事件
編集者は、担当している小説家から連載中の原稿を受け取る。しかしその小説家は今年で九十歳になる為、小説の内容は酷いものだった。
超予告小説殺人事件
無名の推理小説家、松井清史が書いた作品を、模倣する人間が現れた。作中の殺人劇をそのままに再現する事件が連続したのだ。その日から、松井清史のもとには毎日のようにマスコミが訪れ、著作も飛ぶように売れ始める。しかし事件の犯人から、電話がかかってきて･･･。
超長編小説殺人事件
長編小説ブームが起こり、主人公の推理小説家も担当に小説を水増しする様に言われる。注目を集める為に、原稿用紙三千枚に及ぶ超長編小説を書き始める主人公だったが…。
魔風館殺人事件（超最終回・ラスト五枚）
初連載『魔風館殺人事件』の最終回を書いている推理小説家。しかし行き当たりばったりで書き進めてきた小説家は、どのようにして終わらせるか頭を抱えていた。
超読書機械殺人事件
書評に悩んでいた書評家は、『ショヒョックス』という機械を訪問販売で買う。その機械を使えば、どんな小説でも内容の要約・感想、更に書評まで出来るというのだ。